# 양문희
양문희(楊文熙, 1940년 7월 2일~)는 대한민국의 의사 출신 정치인이다. 제14대 국회의원을 지냈다. 본관은 청주.

## 학력
- 인천고등학교 졸업
- 연세대학교 의예과 입학, 연세대학교의과대학 졸업, 의사면허 취득
- 연세대학교 의과대학 부속세브란스병원 인턴

## 경력
- 육군군의관 대위 임관, 육군군의관대위 예편
- 연세의대 부속세브란스 병원 소아과
- 소아과 전문의 자격 취득
- 연세대학교 행정대학원 고위정책과정 수료(12기)
- 성북구의사회 총무이사
- 서울시의사회 공보이사, 부회장, 회장
- 의사신문 편집인, 부사장, 사장
- 양소아과의원 개원
- 잠실라이온스크럽 회장
- 강동구의사회 회장
- 연세의대 동창회 부회장
- 대한의학협회 부회장, 상근부회장
- 국제라이온스협회 309 K지구 부총재

## 역대 선거 결과
|  | 29.2% |

|  | 8.27% |